# Pavel Pavel

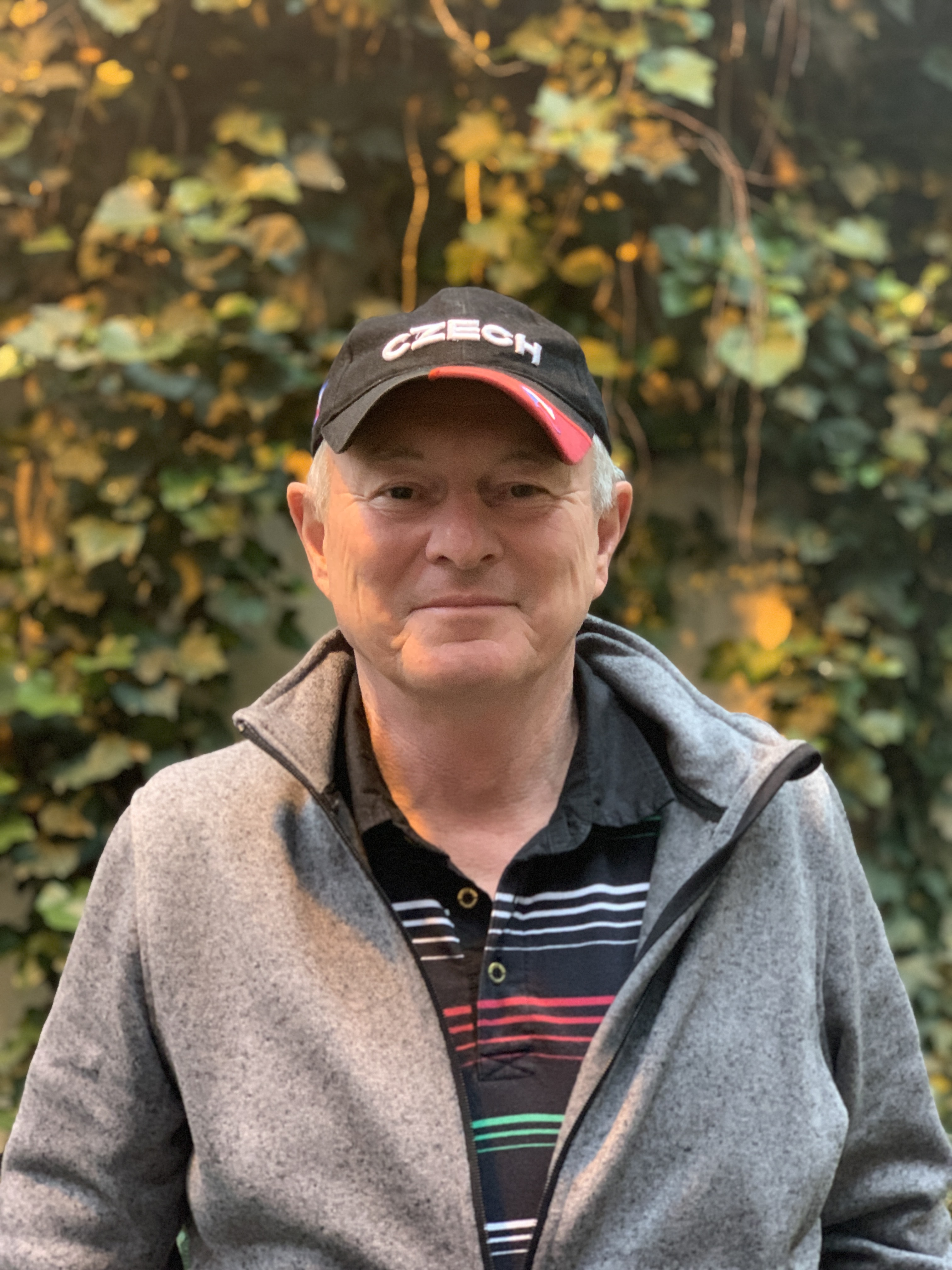
Pavel Pavel, 2020 r.

Pavel Pavel (ur. 11 marca 1957 r. w Strakonicach) – czeski inżynier i archeolog eksperymentalny najbardziej znany ze swoich badań nad transportowaniem ciężkich obiektów przez starożytne cywilizacje.

## Życiorys
Pavel Pavel studiował elektrotechnikę na Uniwersytecie Zachodnioczeskim w Pilźnie, a później pracował jako inżynier projektant w Agrostav Strakonice. Jego hobby, które dało mu rozpoznawalność, stało się rozwiązywanie problemu, w jaki sposób ludzie w starożytności mogli przenosić megalityczne posągi i kamienne bloki. Namysł nad tym zaczął już jako dziecko, kiedy to martwił się, że może nieumyślnie zostać przeniesiony w czasie i skazany na przenoszenie ciężkich przedmiotów.
Po aksamitnej rewolucji w r. 1989 Pavel zaangażował się w lokalną politykę jako członek Obywatelskiej Partii Demokratycznej. Dwukrotnie startował w wyborach do czeskiego Senatu (w 2002 i ponownie w 2003), zajmując drugie miejsce. W wyborach do Parlamentu Europejskiego w maju 2019 r. startował jako członek Jihočeši 2012 z 8. miejscem na liście, ale nie został wybrany. 
Od 1990 roku Pavel pracował w branży transportu ciężkiego, a w 2000 r. założył firmę PAVEL PAVEL s.r.o. 

## Archeologia eksperymentalna

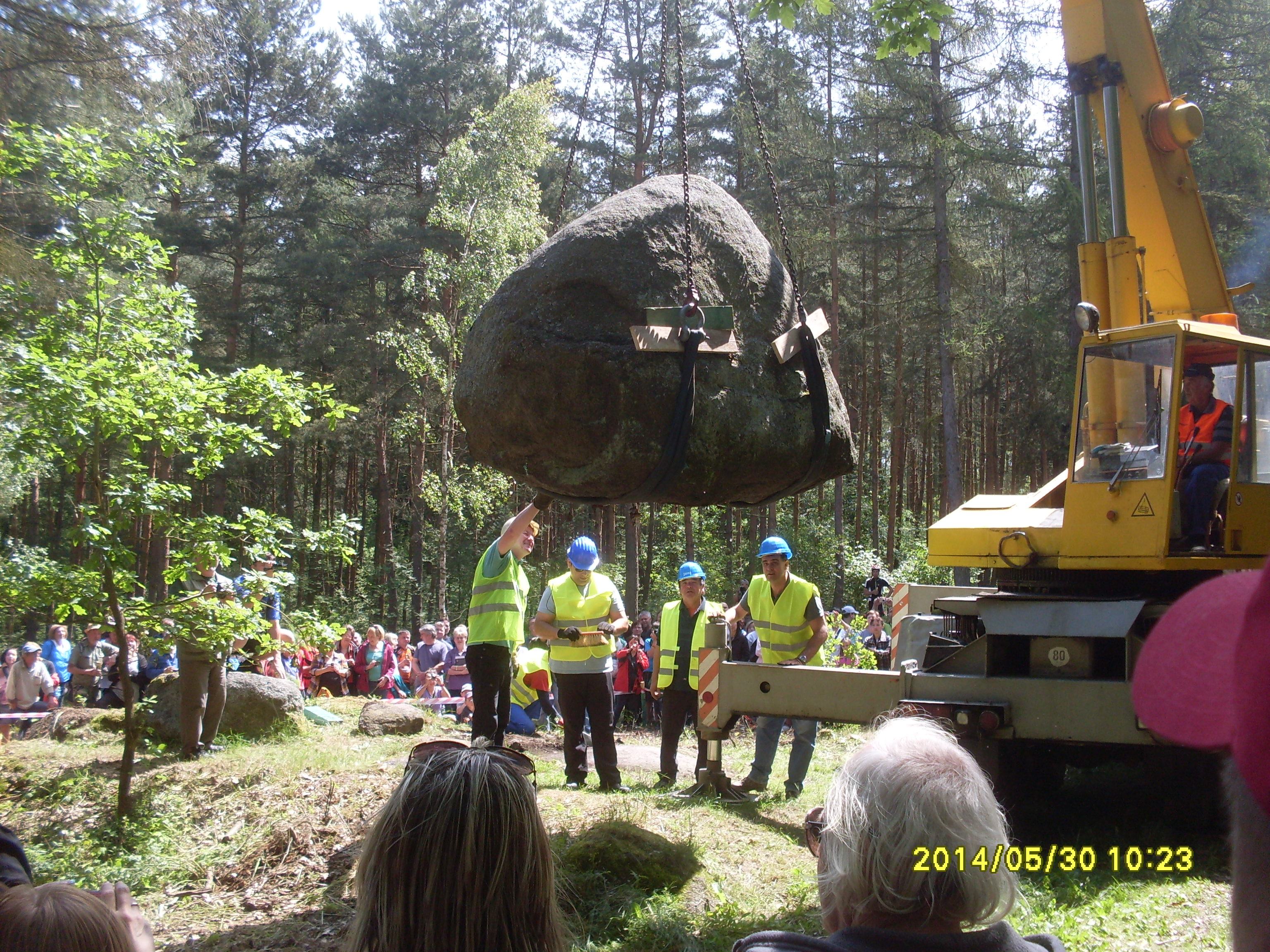
Pokaz przenoszenia viklana we wsi Jesenice, zorganizowany przez Pavela w 2014 r.

Zainspirowany wyprawą Kon-Tiki Thora Heyerdahla, Pavel Pavel postanowił zademonstrować, w jaki sposób monolityczne Moai z Wyspy Wielkanocnej mogły zostać przeniesione na miejsce przez niewielką liczbę osób przy użyciu tylko podstawowej technologii. Przeprowadził eksperyment praktyczny w 1982 r. w południowych Czechach na betonowym modelu (4,5 m, 12 ton). W 1986 roku został zaproszony przez Heyerdahla na Wyspę Wielkanocną, aby przeprowadzić swój eksperyment w rzeczywistych warunkach, gdzie z powodzeniem go powtórzył. Do stosunkowo szybkiego transportu posągów potrzeba było tylko 16 osób z jednym liderem.
Następnie przeprowadził kilka kolejnych eksperymentów. Wraz z pięcioma pomocnikami, używając wyłącznie drewnianych płozów i klinów, podźwignął i przeniósł 30-tonowy kamień (tzw. viklan) we wsi Kadov (w powiecie Strakonice) na jego pierwotne miejsce, skąd został usunięty w XIX wieku przez nieznanych wandali. Na podstawie tych eksperymentów Pavel Pavel oszacował, że około 160 osób wyposażonych w starożytne narzędzia wystarczyłoby do przeniesienia 800-tonowych bloków, tworzących fundamenty świątyni w Baalbek.
Jednym z kolejnych eksperymentów, zrealizowanym w 1991 roku, było zbudowanie modelu 1:1 jednego segmentu Stonehenge. Dziesięć osób przetransportowało w ciągu jednego dnia pięciotonowy betonowy kamień na szczyt dwóch pozostałych kamieni, używając jedynie lin i drewnianych płozów. Model ten powstał w Strakonicach.

## Publikacje
- Pavel Pavel: Rapa Nui, Czeskie Budziejowice, 1989.
- Jaroslav Malina, Pavel Pavel: Jak vznikly největší monumenty dávnověku (How the largest ancient monuments had been built), Praga 1994, ISBN 80-205-0211-4.
- Rapa Nui, The Man Who Made the Moai Walk, first edition, Rapanui Press 2014, Chili. ISBN 978-956-9337-06-2. www.rapanuipress.com